# Sin código
Sin código fue una telenovela emitida por Canal 13 en Argentina entre 2004 y 2006, bajo la producción de Pol-ka Producciones. Contó con dos temporadas. La primera temporada fue protagonizada por Adrián Suar y Nicolás Cabré. Coprotagonizada por Karina Mazzocco, Jessica Bacher y Walter Quiroz, también contó con la actuación especial del primer actor Antonio Grimau. La segunda temporada fue protagonizada por Adrián Suar, Nancy Dupláa y Nicolás Cabré. Coprotagonizada por Rita Cortese, Alfredo Casero, Nicolás Scarpino, Griselda Siciliani y Favio Posca, también contó con la actuación especial de Marcela Kloosterboer.

## Argumento

### Primera temporada (2004)
Gabriel Nielsen (Adrián Suar) maneja una empresa de seguridad de alto nivel, junto al Oso (Antonio Grimau). Sus padres murieron víctimas de un atentado, y por lo tanto Oso se convirtió en su referente, la persona que le enseñó todo lo que sabe.
Desde hace un tiempo, Gabriel empezó a recibir amenazas vía correo electrónico, nada preocupante, hasta que un día descubre que el alimento de su perro está envenenado.
Ese mismo día, un simulacro para un operativo minuciosamente planeado, sale mal. No hay dudas, alguien está violando su cerco defensivo.
Resulta ser Axel (Nicolás Cabré), el hijo del Oso, al que éste dejó de ver hace más de siete años cuando se separó de su mujer. Axel demuestra un don natural y una audacia a toda prueba. Hasta es capaz de montar un simulacro para obtener una entrevista de trabajo con Gabriel, ya que su padre se ha negado a que trabaje con él.
A Gabriel el chico le gusta, le parece que tiene un gran potencial. Finalmente logra convencer al Oso para que tome en cuenta a su hijo.
En una charla con el Oso, Axel se muestra derrumbado por una crisis de pareja que está atravesando en ese momento y, por primera vez, Axel siente haber recuperado a su padre.
Mientras tanto, otro mensaje de correo electrónico le llega a Gabriel: ¿Cuánto hace que no ves al idiota de tu hermano?. Gabriel tiene un hermano mayor, Santiago (Walter Quiroz), que vive internado en una clínica psiquiátrica en España. Su relación es distante y conflictiva. Cuando Gabriel llega a su casa, se encuentra a su hermano que ha viajado desde Europa, supuestamente porque él lo mandó a llamar, cosa que Gabriel nunca hizo. Indudablemente, el que lo amenaza ha comenzado a moverse rápido.
Al día siguiente, ocurre un hecho trágico que marcará el destino de Gabriel y Axel, el Oso muere en un atentado.
A partir de ese momento, Gabriel dedicará todos sus esfuerzos para encontrar al culpable. Esto va más allá de lo profesional. Su empresa y su prestigio pueden irse al diablo. Lo único que desea es atrapar al asesino.
Axel, el hijo del Oso siente lo mismo. El problema es que cada uno de ellos querrá hacerlo por separado.
Hasta que comprueben que sólo hay una manera de atrapar a quien les está destrozando la vida. Juntos, sin reglas fijas y sin códigos.
Para paliar la soledad, Gabriel se anota en una agencia matrimonial gracias a la cual conoce a Noelia (Karina Mazzocco), una inspectora de siniestros. Fanático de Nino Bravo y de su famosa canción "Noelia", Gabriel no podrá resistirse a esta mujer que esconde más de un secreto.

### Segunda Temporada (2005-2006)
El propio Gabriel se pone al frente de un operativo para permitirle a una conocida estrella evitar el asedio de los "paparazzi" tras una cirugía estética, en una misión que incluye disfrazar de "diva" a Axel, su empleado y mejor amigo.
Pero la diversión duró poco para el experto en seguridad privada. Es que, por problemas económicos de la empresa, todos los guardaespaldas y custodios toman la decisión de renunciar, dejando al protagonista a la deriva.
Por su lado, la mujer policía Antonia López (Nancy Dupláa) tiene un altercado con un superior que termina con su alejamiento voluntario de la fuerza, su promesa de denunciar su entredicho a las autoridades y una amenaza de muerte sobre su cabeza.
Sin trabajo y con un matrimonio que no funciona, aunque sigue viviendo junto a su esposo taxista (Favio Posca), Antonia termina postulándose como empleada en la empresa de Gabriel. Puesto que consigue por ser la única que acepta tener un sueldo bajísimo.
Paralelamente, Santiago, el hermano de Gabriel, se escapa del manicomio decidido a vengarse y termina irrumpiendo en la casa de Axel, a quien le pega un balazo en la pierna.
Como era de esperarse, el protagonista acude en ayuda de su protegido. Pero cuando ambos terminan a merced del demente, Antonia es la que saca las papas del fuego y se impone como la nueva heroína.
La agencia de seguridad de Nielsen es contratada para proteger a Luna (Lola Ponce), una bella y sensual cantante amenazada de muerte por un antiguo competidor de nombre Lucho (Daniel Hendler) a quien la chica le había ganado un importante concurso de canto y que quería vengarse de ella ya que la acusaba de haberle arrebatado el primer lugar en el certamen que le habría permitido consagrarse en el mundo de la música. Nielsen se siente fuertemente atraído por la cantante y está a punto de iniciar una relación con ella pero los celos de Antonia se interponen entre la pareja. Lucho rapta a Luna y, finalmente, es muerto por los agentes cuando rescatan a la joven. Nielsen y Luna están a punto de irse del país juntos pero ella decide viajar sola ya que se da cuenta de que los sentimientos de Gabriel por Antonia exceden su relación laboral.  
Otros personajes son las modelos Virginia (Marcela Kloosterboer), Sofía (Gisela Van Lacke) y Luz (Virginia da Cunha), su representante el impredecible Rolo Wasserman (Alfredo Casero), Ernesto, el vecino homosexual del departamento donde viven las modelos (Nicolás Scarpino) y la mamá de Antonia, Mirna (Rita Cortese).

## Elenco y personajes
Según créditos de apertura.
| Actor                | Personaje                | Temporadas   | Temporadas   |
| Actor                | Personaje                | 1            | 2            |
| -------------------- | ------------------------ | ------------ | ------------ |
| Adrián Suar          | Gabriel Nielsen          | Protagonista | Protagonista |
| Nicolás Cabré        | Axel Etcheverry          | Protagonista | Protagonista |
| Antonio Grimau       | Oso Etcheverry           | Protagonista |              |
| Karina Mazzocco      | Noelia Larsen            | Protagonista |              |
| Walter Quiroz        | Santiago Nielsen         | Protagonista | Invitado     |
| Jessica Bacher       | Ana                      | Protagonista |              |
| Nancy Dupláa         | Antonia López            |              | Protagonista |
| Rita Cortese         | Mirna                    |              | Protagonista |
| Alfredo Casero       | Rolo Wasserman           |              | Protagonista |
| Marcela Kloosterboer | Virginia "Vicky" Alberti |              | Protagonista |
| Nicolás Scarpino     | Ernesto                  |              | Protagonista |
| Griselda Siciliani   | Flor                     |              | Protagonista |
| Favio Posca          | Juan                     |              | Protagonista |

### Participaciones Especiales
Temporada 1
- Marcelo Mazzarello como Zeta
- Ana María Colombo como Carmen.
- Alejandro Mauri como Padre de Nielsen.
- Gabriel M. Fernández
- Marcela Ruiz
- Chang Sung Kim
- Jimena La Torre como María.
- Claudio Messina como Oso Etcheverry (joven).
- Mercedes Muñoz
- Liliana Rinkewitsch
- Pedro Vega
- Agustín Machta como Gabriel Nielsen (joven).
- Diego Emil Tomás como Santiago Nielsen (joven).
- Gastón Grande como Novio de Ana.
- Daniel Berbedez
- Diego De Paula
- Marcelo Videla
- Daniel Chocarro como Federico.
- Luis Longhi como Presentador.
- Paula Carruega
- María Cárdenas
- Claudio Spin
- Héctor Sinder
- Ornella Mauriño
- Melina Pitra
- Romie Boccia
- Magdalena Benet
- Verónica Manso

Temporada 2
- Gisela Van Lacke como Sofía.
- Virginia da Cunha como Luz.
- Franco Rau como Bernardo.
- Matías Santoianni como Prócer.
- Mónica Antonopulos como Carla.
- Guadalupe Belén Sosa como Anita.
- Rodolfo Ranni como Roberto Roma.
- Jorge Sassi como Adolfo González Pérez García.
- Lola Ponce como Luna.
- Daniel Hendler como Lucho.
- Christian Sancho como Jorge.
- Juan Carlos Galván
- Horacio Dener
- Héctor Fernández Rubio como Padre Lombardi.
- Marzenka Novak como Hermana Clarisa.
- Claudio Rissi como Puma Uribe.
- Ariel Staltari como Tigre Uribe.
- El Bahiano como Gato Uribe.
- Patrick Aduma como Mipete.
- Pablo Cedrón como Carlos Toledo.
- Edgardo Moreira como Julio Alberti.
- Dalma Milebo como Mamá de Flor.
- Omar Pini
- Gonzalo Urtizberea
- Alfredo Castellani
- Jorge Barreiro
- Nahuel Mutti
- Gonzalo Suárez
- Ignacio Huang
- Giselle Morgan como Paula.
- Mike Amigorena como Tomás Coronado.
- Alejandro Fiore como Mugre Rodriguez.
- Oggi Junco como Manuel.
- Wanda Nara como Veronica.
- Emilio Bardi como Carlinhos.
- Daniel Aráoz como Globulo I
- César Bordón como Van Hellsing.
- Cecilia Milone como Greta.
- Humberto Serrano como Totín Ortiz de Rosas.
- Anahí Martella como Reina Mouret (Mamá de Axel).
- Gino Renni como Samir Kanovich.
- Pablo Codevila como Negro Fernández.
- Alejandro Lerner
- Raphael
- Chayanne

## Premios y nominaciones
| Año  | Premio               | Categoría                                    | Programa           | Resultado |
| ---- | -------------------- | -------------------------------------------- | ------------------ | --------- |
| 2004 | Premio Martín Fierro | Mejor Unitario y/o Miniserie                 | Sin código         | Nominado  |
| 2004 | Premio Martín Fierro | Actor Protagonista de Unitario y/o Miniseire | Nicolás Cabré      | Nominado  |
| 2005 | Premio Martín Fierro | Mejor Comedia                                | Sin código         | Nominado  |
| 2005 | Premio Martín Fierro | Actriz Protagonista de Comedia               | Nancy Dupláa       | Nominada  |
| 2005 | Premio Martín Fierro | Actor Protagonista de Comedia                | Adrián Suar        | Nominado  |
| 2005 | Premio Martín Fierro | Actriz de reparto en Comedia                 | Rita Cortese       | Ganadora  |
| 2005 | Premio Martín Fierro | Actriz de reparto en Comedia                 | Griselda Siciliani | Nominada  |
| 2005 | Premio Martín Fierro | Actor de reparto en Comedia                  | Favio Posca        | Nominado  |
| 2005 | Premio Martín Fierro | Actor de reparto en Comedia                  | Nicolás Scarpino   | Ganador   |
| 2005 | Premio Martín Fierro | Actor de reparto en Comedia                  | Alfredo Casero     | Nominado  |
| 2005 | Premio Martín Fierro | Artista revelación                           | Griselda Siciliani | Ganadora  |
| 2006 | Premio Martín Fierro | Actriz Protagonista de Comedia               | Nancy Dupláa       | Nominada  |
| 2006 | Premio Martín Fierro | Actor de reparto en Comedia                  | Nicolás Scarpino   | Nominado  |
| 2005 | Premios Clarín       | Mejor Ficción Diaria Comedia                 | Sin código         | Nominada  |
| 2005 | Premios Clarín       | Mejor Actor                                  | Adrián Suar        | Nominado  |
| 2005 | Premios Clarín       | Revelación Femenina                          | Griselda Siciliani | Ganadora  |
| 2005 | Premios Clarín       | Revelación Masculina                         | Nicolás Scarpino   | Ganador   |

## Relación con otras tiras de Pol-Ka
- Los Únicos.

Axel Etcheverry, tras dejar la empresa de Nielsen, es reclutado por un filántropo, Alfredo Monterrey (Arnaldo André), para formar parte de un escuadrón de personas particulares para beneficiar a la población: Los Únicos, es ahí en donde Etcheverry descubre que tiene el don de la inmortalidad o resistencia extrema al daño, por lo cual lo llaman "el Irrompible". Esto lleva a algunos episodios Crossover entre ambas tiras, en donde Nielsen interrumpe operativos de los Únicos, para que Etcheverry vuelva a su agencia, o bien ayudándolos a cumplirlos.

## Sucesión de tiras diarias dePol-ka Producciones
| Predecesor: ''Una familia especial'' | ''Sin código'' 2005/2006 | Sucesor: ''Sos mi vida'' |